# Rhizaria
Rhizaria је многобројна група протиста са финим псеудоподијама (филоподијама), које могу бити једноставне, разгранате, анастомозиране, или подржане микротубулама (аксоподије). Морфолошки, ово је веома разноврсна група, са најчешће присутним амебоидним изгледом ћелија. Поједине групе формирају љуштуре око ћелија, услед чега се успешно проналазе њихови фосили.
Група Rhizaria је монофилетска, а на филогенетском стаблу еукариота налази се у оквиру биконтне кладе (Bikonta), што претпоставља њен настанак од хетеротрофних еукариота који су поседовали два бича. Најсроднија група ризаријама је вероватно Excavata, са којом је поједини аутори обједињавају под именом Cabozoa.